# Robert Mundell
Robert Mundell (født 24. oktober 1932 i Kingston, Ontario, død 4. april 2021 i Siena i Italien) var en canadisk økonom, der var professor ved Columbia University, og som i 1999 modtog Nobelprisen i økonomi. Mundell lagde fundamentet for indførelsen af euroen gennem sit pionerarbejde i monetær dynamik, hvilket han fik Nobelprisen for. 
Han blev uddannet fra University of British Columbia og blev ph.d. fra Massachusetts Institute of Technology i 1956. Fra 1974 var han professor i økonomi ved Columbia University.